# Енрике Гранадос
Енрике Гранадос и Кампиня (на испански: Enrique Granados y Campiña) е испански композитор и пианист, виден представител на музикалния национализъм.

## Биография
Роден е в Лейда, баща му е капитан от армията. Учи пиано в Барселона, а по-късно заминава за Париж където взима частни уроци при Шарл-Уилфрид дьо Берио, преподавател в Парижката консерватория. Завръща се в Барселона през 1889 година, а през 1890-те идва първият му успех със сарсуелата (испански оперен жанр с популярни мотиви) Мария дел Кармен, която привлича вниманието на крал Алфонсо XIII. През 1911 година за пръв път се изпълняват неговите Гойески – музикални пиеси по картини на Гоя. Големият успех на това произведение довежда до написването на опера на същата тематика, поставена в началото на 1916 година в Ню Йорк и приета много добре от публиката.
На връщане от САЩ Енрике Гранадос остава за кратко в Англия, където изпуска кораба обратно за Испания. Това го принуждава да вземе ферибот до Франция, който бива атакуван с торпедо от немска подводница в Ламанша. В паниката той се качва на спасителна лодка, но вижда жена си във водата и скача от лодката в опит да я спаси. Той обаче не може да плува и малко след това се удавя. По ирония на съдбата корабът остава разцепен на две от торпедото, и предната част (където е била каютата му) остава непокътната и е изтеглена на буксир до брега заедно с 80 пътници на борда. Гранадос оставя шест деца – Едуард (музикант), Солита, Енрик (шампион по плуване), Виктор, Наталия и Франсеск.
Творчеството му е забележително и повлиява на други испански композитори, като Мануел де Файя и Пабло Касалс.